# Life (album de Neil Young)
Pour les articles homonymes, voir Life (homonymie).
Albums de Neil Young
Landing on Water
(1986) This Note's for You
(1988)
Life est un album rock de Neil Young & Crazy Horse sorti le 6 juillet 1987.

## Historique
L'album fut enregistré en public puis retravaillé en studio.  Il consacre également le retour de Crazy Horse aux côtés du chanteur.
Il s'agit de l'un des premiers albums politiquement engagés de Young. Il y fustige le terrorisme, et Long Walk Home évoque les soldats vétérans du Viêt Nam.  Inca Queen aborde le thème des civilisations précolombiennes, après Cortez the Killer sur Zuma et Like an Inca sur Trans.
C'est le dernier album studio de Neil Young produit par le label Geffen.

## Titres
Toutes les compositions sont de Neil Young
1. Mideast Vacation – 4:21
2. Long Walk Home – 4:56
3. Around the World – 5:26
4. Inca Queen – 7:56
5. Too Lonely – 2:48
6. Prisoners of Rock 'N' Roll – 3:12
7. Cryin' Eyes – 2:52
8. When Your Lonely Heart Breaks – 5:16
9. We Never Danced – 3:37

## Musiciens
- Neil Young - chant, guitare, harmonica, claviers
- Crazy Horse :
- Frank "Poncho" Sampedro - guitare, claviers, chœurs
- Billy Talbot - basse, claviers, chœurs
- Ralph Molina - batterie, chœurs
- Jack Nitzsche - piste d'accompagnement entière (9)